# Ebenezer Ekuban
Ebenezer Ekuban Jr. (Accra, 29 maggio 1976) è un ex giocatore di football americano ghanese che ha militato nel ruolo di defensive end nella National Football League.

## Biografia
Al college, Ekuban giocò a football a North Carolina, dove fu premiato come All-American. Fu scelto come ventesimo assoluto nel Draft NFL 1999 dai Dallas Cowboys. Nella sua prima stagione disputò tutte le 16 partite, di cui 2 come titolare, mettendo a segno 2,5 sack e venendo inserito nella formazione ideale dei rookie. L'anno seguente, pur perdendo quattro partite per una slogatura al piede, guidò la squadra con 6,5 sack. Rimase a Dallas fino al 2003, dopo di che passò una stagione ai Cleveland Browns, dove mise a segno un record in carriera di 8 sack. Con l'arrivo del nuovo allenatore Romeo Crennel, Ekuban fu scambiato coi Denver Broncos, dove disputò le ultime tre stagioni della carriera, con un massimo di 7 sack nel 2007.

## Palmarès
- All-American - 1998
- PFWA All-Rookie Team - 1999

## Statistiche
| Tackle | 224  |
| Sack   | 36,5 |